# Jan Jeuring
Jan Jeuring (Enschede, 1947. november 27. –) válogatott holland labdarúgó, csatár.

## Pályafutása

### Klubcsapatban
1966 és 1977 között az FC Twente labdarúgója volt. Tagja volt az 1974–75-ös idényben UEFA-kupadöntős csapatnak. 1977-ben hollandkupa-győztes volt az együttessel.

### A válogatottban
1971 és 1973 között két alkalommal szerepelt a holland válogatottban.

## Sikerei, díjai
FC Twente
- Holland kupa (KNVB beker)
  - győztes: 1977
  - döntős: 1975
- UEFA-kupa
  - döntős: 1974–75
  - gólkirály: 1972–73 (12 gól, Jupp Heynckes-szel holtversenyben)

## Statisztika

### Mérkőzései a holland válogatottban
| Hollandia | Hollandia         | Hollandia                     | Hollandia | Hollandia | Hollandia | Hollandia    | Hollandia | Hollandia |
| #         | Dátum             | Helyszín                      | Hazai     | Eredmény  | Vendég    | Kiírás       | Gólok     | Esemény   |
| --------- | ----------------- | ----------------------------- | --------- | --------- | --------- | ------------ | --------- | --------- |
| 1.        | 1971. október 10. | Rotterdam, Feijenoord Stadion | Hollandia | 3 – 2     | NDK       | Eb-selejtező | -         | 71'       |
| 2.        | 1973. március 28. | Bécs, Práter Stadion          | Ausztria  | 1 – 0     | Hollandia | barátságos   | -         |           |
|           | Összesen          |                               |           | 2         | mérkőzés  |              | 0         | gól       |